# Công tước xứ Queensberry
Công tước xứ Queensberry (tiếng Anh: Duke of Queensberry) được tạo ra thuộc Đẳng cấp quý tộc Scotland vào ngày 3 tháng 2 năm 1684 cùng với tước hiệu phụ là Hầu tước xứ Dumfriesshire trao cho William Douglas, Công tước thứ nhất xứ Queensberr. Tước vị Công tước được nắm giữ cùng với Hầu tước xứ Queensberry cho đến khi Công tước thứ 4 (và Hầu tước thứ 5) qua đời vào năm 1810, khi Hầu tước được thừa kế bởi Ngài Charles Douglas của Kelhead, Nam tước thứ 5, trong khi tước vị Công tước xứ Queensberry được thừa kế bởi Công tước thứ 3 xứ Buccleuch. Kể từ đó, tước hiệu Công tước xứ Queensberry được giữ bởi Công tước xứ Buccleuch.
Năm 1708, Công tước thứ 2 được phong làm Công tước xứ Dover (cùng với các tước hiệu phụ là Hầu tước xứ Beverley và Nam tước Ripon) thuộc Đẳng cấp quý tộc Đại Anh, nhưng những tước hiệu này đã biến mất sau cái chết của Công tước xứ Dover thứ 2 vào năm 1778. Năm 1945, Vua George VI muốn trao cho thủ tướng Winston Churchill tước vị Công tước xứ Dover, nhưng ông đã từ chối.
Một số tước hiệu phụ được liên kết với Công tước xứ Queensberry, cụ thể là Hầu tước xứ Dumfriesshire (1683), Bá tước xứ Drumlanrig và Sanquhar (1682), Tử tước xứ Nith, Tortholwald và Ross (1682) và Lãnh chúa Douglas xứ Kilmount, Middlebie và Dornock (1682) (tất cả đều thuộc Đẳng cấp quý tộc Scotland).
Trụ sở của gia đình Công tước là tại Lâu đài Drumlanrig, được xây dựng bởi Công tước thứ nhất xứ Queensberry.